# محمد الكرد
محمد نبيل الكرد (ولد في 15 مايو 1998) هو كاتب وشاعر فلسطيني من حي الشيخ جراح في القدس الشرقية، كان يحضر الماجستير في الولايات المتحدة قبل أن يعود إلى الشيخ جراح للاحتجاج على عمليات الإخلاء القسري لسكانها بما في ذلك أسرته. اكتسب مكانة بارزة لحديثه عن الاحتلال الإسرائيلي؛ إذ غالبًا ما يشير إلى عمليات الإخلاء كشكل من أشكال التطهير العرقي، والاحتلال ككل باعتباره متواطئًا مع الفصل العنصري والاستعمار الاستيطاني. وابتداءً من سبتمبر 2021، بات الكرد يعمل مراسلًا لمجلة ذا نيشن لتغطية الشؤون الفلسطينية.
في عام 2021 تم تسمية محمد الكرد وأخته، منى الكرد، ضمن القائمة السنوية «أكثر 100 شخصية مؤثرة في العالم» التابعة لمجلة تايم؛ لنجاحهما في تصوير واقع الحياة تحت الاحتلال في القدس، مما ساهم في إحداث تغير في الخطاب المتعلق بالقضية الفلسطينية على المستوى الدولي.

## حياة سابقة
ولد محمد الكرد في حي الشيخ جراح الفلسطيني في القدس الشرقية، استولى المستوطنون الإسرائيليون على جزء من منزل عائلته في الشيخ جراح في 2009 وكان حينها يبلغ من العمر 11 عامًا، كان الكرد الموضوع الرئيسي للفيلم الوثائقي 2013 (بالإنجليزية: My Neighbourhood)‏ الذي أخرجه جوليا باشا، و«ريبيكا وينغيرت جابي».

### حملة الشيخ جراح
يوثق الكرد ويتحدث عن إجبار الفلسطينيين على ترك منازلهم في الشيخ جراح، حيث بدأ محمد وشقيقته التوأم منى حملة التوعية بعمليات الإخلاء القسري في الشيخ جراح عبر قنوات التواصل الاجتماعي.
اعتقلت الشرطة الإسرائيلية منى ومحمد في 6 يونيو 2021، ولاحقًا أفرجت عنهم بعد احتجازهم لعدة ساعات.

## الأعمال المنشورة
يكتب الكرد شعره ومقالاته باللغة الإنجليزية وعن موضوعات نزع الملكية والتطهير العرقي والعنف المنهجي والهيكلية والاستعمار الاستيطاني وأدوار الجنسين:
- «عزيزي الرئيس أوباما... أتمنى ألا تظل صامتًا،»الغارديان، 2013.[21]
- «المرأة الفلسطينية: تاريخ حافل في القيادة والمقاومة»، الجزيرة، 2018.[22]
- «جدتي، أيقونة الصمود الفلسطيني»، ذا نيشن، 2020.[23]
- «غدًا قد يُجبر المستوطنون الإسرائيليون عائلتي وجيراني على مغادرة منازلنا»، ذا نيشن، 2020.[24]
- «لماذا يُجبر الفلسطينيون على إثبات إنسانيتهم؟»، مجلة +972، 2020.[17]
- «إذا سرقوا الشيخ جراح»، مدى مصر 2021.[25]
- «أطلق الجيش الإسرائيلي النار على ابن عمي - وتتحمل الولايات المتحدة جزءًا من اللوم»، ذا نيشن، 2021.[26]
- «رفقة»، هايماركت بوكس، 2021.[27]